# مرسوم ماكيلا
صدر مرسوم ماكيلا عام 1989, ويحدد الشروط القانونية للعمليات الأجنبية في المكسيك، كما وصفه معرض بانكومكست المكسيكي، وهي منظمة لتشجيع الاستثمار الاجنبي في المكسيك، وهذا البرنامج يسمح للشركات الاجنبية البناء وتشغيل مصناعها في أي مكان من اختيارهم على الأراضي المكسيكية، ويسمح لهذه الشركات باستيراد المواد والمعدات معفاة من الرسوم الجمركية، والقيد الوحيد هو أن هذه البنود ستزال من المكسيك في تاريخ غير محدد، ولهذه الاسباب، يتم عادة تصدير الأصناف المصنعة في المكسيك.
بالنسبة للاصناف التي يتم تصنيعها، لا يوجد قيود تقريبا سوى الحصول على تصريح في حال احتواء المنج المصنععلى مواد مشعة أو اسلحة. القيود متساهلة للغاية حتى ان نشاطات مثل معالجة البينات مسموحة، وليس بالضرورة الاقتران مع أنشطة التصنيع الأخرى.علاوة على ذلك، فإن ضرائب الدخل والممتلكات المستحقة للحكومة الفيدرالية المكسيكية ضئيلة للغاية. بعض من المصانع تلوث نهر ريو غراندي.